# 圣刁多禄堂 (马赛)
圣刁多禄堂（法语：Église Saint-Théodore）是一座罗马天主教堂区教堂，隶属于天主教马赛总教区。该堂位于法国普罗旺斯-阿尔卑斯-蓝色海岸大区罗讷河口省马赛第一区门牌为多米尼加街（rue des Dominicaines）3号，后门为星街（rue de l'Etoile）1号。

## 历史
该建筑建于17世纪，为巴洛克风格。 1648年10月21日，马赛主教艾蒂安·德·普吉特（Étienne de Puget，1644-1668年在任）祝圣了教堂，主保圣王路易在1226-1270年担任法国国王。该堂为方济各会修道院小堂。立面毁于1789-1799年法国大革命期间。
1801年教务专约签订后，该堂于1802年成为堂区教堂，主保圣刁多禄（Theodore），曾任马赛主教（582-591年）。新立面的雕塑设计于1857年，代表圣母玛利亚、圣王路易和圣刁多禄。
内部装饰完全是巴洛克风格。 拱顶由安托万（Antoine Sublet，1821-1897）绘制于1860年到1863年。让-巴蒂斯特·高尔（Jean-Baptiste Gault，1595-1643）于1640年至1643年担任马赛主教，被埋葬在教堂内的侧祭坛。 圣水池雕刻着小天使和修会的会徽。
管风琴的外壳描绘了克里斯托夫·安德洛·德朗热龙（Christophe Andrault de Langeron，1680-1768），一位贵族，在马赛大瘟疫期间担任槳帆船船长，负责将病人的尸体用船运走，阻止疾病的传播。 由于这个修会禁止在他们的教堂中使用管风琴，本笃十四世颁布了教宗诏书宣布允许使用。1890 年，弗朗索瓦·马德尔（François Mader）为教堂制作了一台新的管风琴（保留了外壳），1934 年由 Ets Michel-Merklin & Kuhn 修复。 1997年，由于耶路撒冷聖墓騎士團的赞助，蒂埃里·莱斯特雷斯（Thierry Lestrez）再次修复。
正祭台后面展示了一幅大型画作：雅克-安托万·博福特（Jacques-Antoine Beaufort，1721-1784）的《圣王路易登船参加十字军东征》。教堂内展示的其他画作还有弗朗西斯科·德·祖巴兰（Francisco de Zurbarán，1598–1664）的《沙漠中的圣热罗尼莫》，弗朗索瓦·普吉特（François Puget，1651-1707）的《审判》和《圣白芭蕾殉难》，路易·芬森（Louis Finson，1575–1617）的《圣母领报》，以及米歇尔·塞尔（Michel Serre，1658-1733）的更多画作。
该教堂已列为法国历史遗迹。 最近举办了音乐会，为修复教堂筹款。
- 平面图
- 立面